# Kwadwo Afram Asiedu
Kwadwo Afram Asiedu ist ein führender Politiker in Ghana. Mit der Regierungsumbildung zum 1. August 2007 wurde er durch Präsident John Agyekum Kufuor zum Regionalminister der Eastern Region als Amtsnachfolger von Yaw Barimah ernannt.
Seit 2001 bis zur Ernennung zum Regionalminister war Asiedu Vizeminister im Ministerium für Minister für Handel, Industrie, den privaten Sektor und PSI (Sonderinitiativen des Präsidenten) zuletzt unter Minister Alan Kyeremanteng.